# 斯普林代爾 (馬里蘭州)
斯普林代爾（英語：Springdale）是位於美國馬里蘭州佐治王子縣的一個普查規定居民點。

## 人口
根據2020年美國人口普查的數據，斯普林代爾的面積為3.46平方千米，當中陸地面積為3.45平方千米，而水域面積為0.01平方千米。當地共有人口5301人，而人口密度為每平方千米1,532.08人。